# Joven Polonia

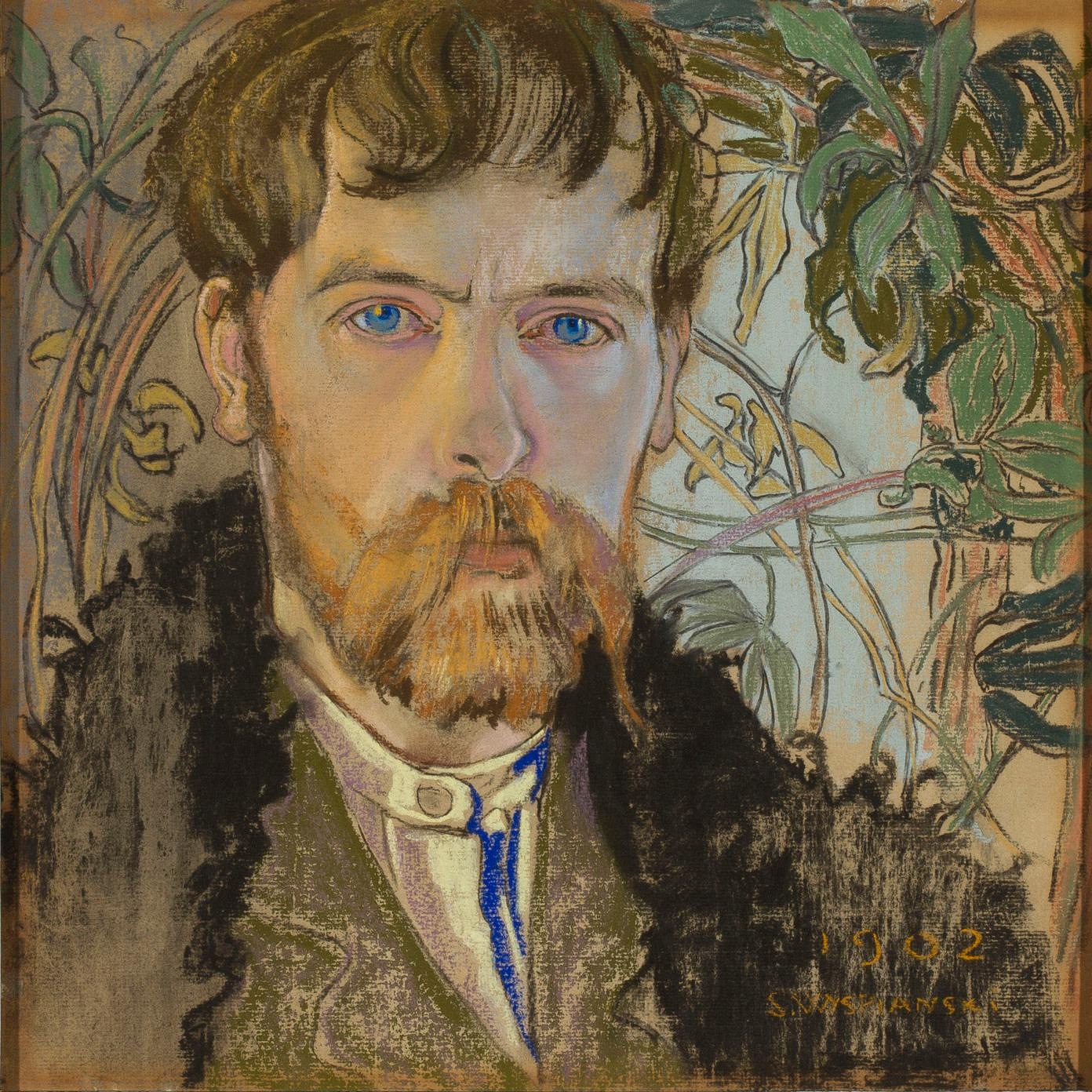
Autorretrato de Stanisław Wyspiański.

La Joven Polonia (en polaco: Młoda Polska) es un período modernista de las artes visuales, la literatura y la música polaca, que cubrió desde los años 1890 hasta 1918. Fue uno de los efectos de la fuerte oposición a las ideas del positivismo y promovió los caracteres de la decadencia, del neorromanticismo, del simbolismo, del impresionismo y del art nouveau.

## Historia
El término fue acuñado en un manifiesto escrito por Artur Górski, publicado en el diario Życie ("Vida"), con sede en Cracovia, en el año 1898 y fue inmediatamente aceptado en todas las partes de la Polonia dividida, como analogía a otros términos parecidos como Joven Alemania, Joven Bélgica, Joven Escandinavia, y así sucesivamente.

## Literatura
La literatura polaca del período se basó en dos concepciones principales. La primera concepción fue la típica desilusión modernista acerca de la burguesía, su modo de vivir y su cultura. Los artistas que siguieron esta concepción creyeron también en la decadencia, en el fin de toda la cultura, en el conflicto entre los hombres y su civilización, y en la concepción del arte como valor supremo (en latín: ars gratia artis). Entre otros autores destacan Kazimierz Przerwa-Tetmajer, Stanisław Przybyszewski, Wacław Rolicz-Lieder y Jan Kasprowicz. 
La segunda concepción fue la continuación del romanticismo, y por esta razón suele ser llamada neoromanticismo. El grupo de escritores que persiguió esta idea fue menos organizado y los mismos escritores cubrieron una vasta gama de temas en sus obras: desde el sentido de la misión del polaco en la prosa de Stefan Żeromski pasando por la desigualdad social descrita por Władysław Reymont y Gabriela Zapolska, hasta la crítica de la sociedad polaca y hasta la historia de Polonia de Stanisław Wyspiański.
Otros escritores importantes del período fueron: Wacław Berent, Jan Augustyn Kisielewski, Antoni Lange, Jan Lemański, Bolesław Leśmian, Tadeusz Miciński, Andrzej Niemojewski, Franciszek Nowicki, Władysław Orkan, Artur Oppman, Włodzimierz Perzyński, Tadeusz Rittner, Wacław Sieroszewski, Leopold Staff, Maryla Wolska, Eleonora Kalkowska, Tadeusz Boy-Żeleński y Jerzy Żuławski.

## Música
En la música, el término Joven Polonia es aplicado a un grupo informal de compositores que incluye Karol Szymanowski, Grzegorz Fitelberg, Ludomir Różycki, así como a Mieczysław Karłowicz y Apolinary Szeluto. Casi todos formados por Zygmunt Noskowski, este grupo actuó bajo la fuerte influencia del neorromanticismo en la música, y particularmente de compositores extranjeros como Richard Strauss y Richard Wagner, además del Grupo de los Cinco, un grupo de compositores rusos que incluyó Modest Músorgski, Aleksandr Borodín y Nikolái Rimski-Kórsakov.

## Artes visuales

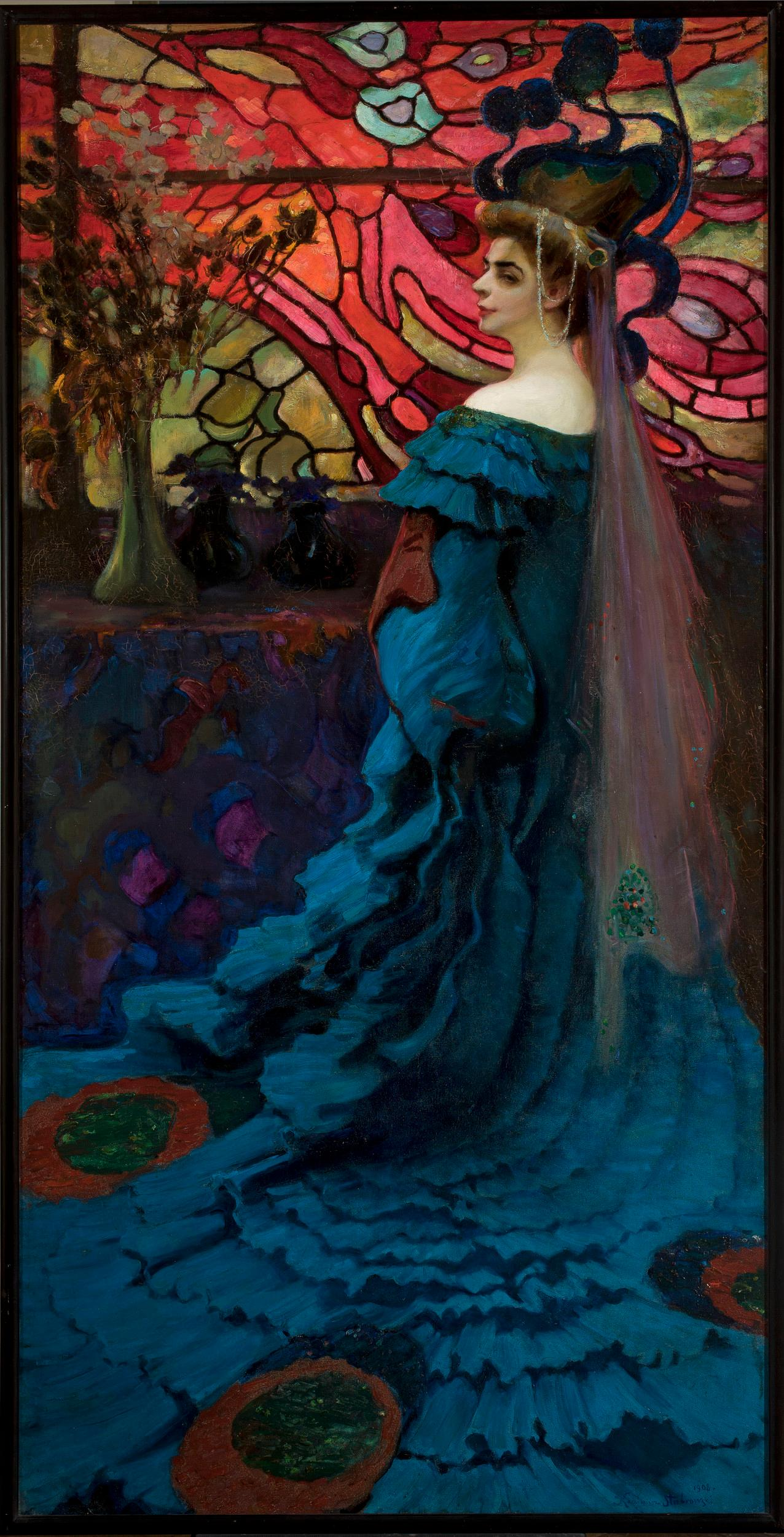
Pavo real. Retrato de Zofia Borucińska, Kazimierz Stabrowski (1908)

En el período de la Joven Polonia no hubo grandes corrientes en el arte polaco. Los pintores y escultores buscaron continuar la tradición romántica, e introducir nuevos modos de expresión ya populares en el extranjero. La corriente más influyente fue el Art nouveau, si bien los artistas polacos anduvieron también en la búsqueda de nuevas formas de estilo nacional (como el estilo de Zakopane). Tanto la escultura como la pintura del período estuvieron fuertemente influidas por todas las formas del simbolismo.
Algunos pintores y escultores destacados de la Joven Polonia son:
| - Ferdynand Ruszczyc - Jacek Malczewski - Jan Bukowski - Jan Raszka - Jan Stanisławski - Jan Talaga - Julian Fałat - Józef Mehoffer - Józef Pankiewicz - Karol Frycz - Kazimierz Sichulski - Konstanty Brandel - Konstanty Laszczka - Leon Wyczółkowski | - Ludwik Konarzewski - Maurycy Lilien - Olga Boznańska - Stanisław Wyspiański - Teodor Axentowicz - Teofil Terlecki - Wacław Szymanowski - Witold Wojtkiewicz - Wojciech Gerson - Wojciech Kossak - Wojciech Weiss - Władysław Ślewiński - Włodzimierz Przerwa-Tetmajer - Xawery Dunikowski |